# Hixton (condado de Jackson, Wisconsin)
Hixton es un pueblo ubicado en el condado de Jackson en el estado estadounidense de Wisconsin. En el Censo de 2010 tenía una población de 652 habitantes y una densidad poblacional de 7,2 personas por km².Lleva el nombre de John L. Hicks, uno de los primeros colonos que llegó al área en 1854.

## Geografía
Hixton se encuentra ubicado en las coordenadas 44°22′22″N 90°58′26″O / 44.37278, -90.97389. Según la Oficina del Censo de los Estados Unidos, Hixton tiene una superficie total de 90.5 km², de la cual 90.49 km² corresponden a tierra firme y (0.01%) 0.01 km² es agua.

## Demografía
Según el censo de 2010, había 652 personas residiendo en Hixton. La densidad de población era de 7,2 hab./km². De los 652 habitantes, Hixton estaba compuesto por el 94.48% blancos, el 0.46% eran afroamericanos, el 1.07% eran amerindios, el 0% eran asiáticos, el 0% eran isleños del Pacífico, el 2.3% eran de otras razas y el 1.69% pertenecían a dos o más razas. Del total de la población el 2.91% eran hispanos o latinos de cualquier raza.